# Bitoma obsoleta
Bitoma obsoleta es una especie de coleóptero de la familia Zopheridae.

## Distribución geográfica
Habita en Nueva Zelanda.